# 高塚正浩
高塚 正浩（たかつか まさひろ、1968年 - ）は、日本のコンピュータサイエンティスト。現在、シドニー大学工学部コンピュータサイエンス学科　教授。専門は情報可視化、自己組織化人工神経回路網、Human-Computer Interface。

## 来歴・人物
石川県能美市根上町生まれ。

## 学歴
- 能美市立根上中学校卒業。
- 石川県立小松高等学校卒業。
- 1990年 武蔵工業大学電気電子工学科卒業
- 1992年 東京工業大学電気電子工学科修了
- 1996年 モナッシュ大学電気・計算機工学科修了(PhD)

## 職歴
- 1997年 カーティン大学
- 1999年 ペンシルバニア州立大学
- 2002年 シドニー大学工学部情報工学科[1]
- 2011年 同大学情報工学科副学科長
- 2016年 同大学情報工学科学科長